# Chadbourn
Chadbourn est une ville américaine située dans l'État de Caroline du Nord et le comté de Columbus. En 2000, sa population était de 2 129 hab.

## Démographie
Au recensement de 2000, la population était de 2 129 habitants avec 877 ménages et 548 familles résidentes. La densité de population était de 311,4 hab/km2.
La répartition ethnique était de 53,55 % d'Afro-Américains et 41,94 % d'Euro-Américains. Le revenu moyen par habitant était de 12 290 dollars avec 31,4 % de la population vivant sous le seuil de pauvreté.
| 1890 | 1900 | 1910  | 1920  | 1930  | 1940  |
| ---- | ---- | ----- | ----- | ----- | ----- |
| 156  | 243  | 1 242 | 1 121 | 1 311 | 1 576 |

| 1950  | 1960  | 1970  | 1980  | 1990  | 2000  |
| ----- | ----- | ----- | ----- | ----- | ----- |
| 2 103 | 2 323 | 2 213 | 1 975 | 2 005 | 2 129 |

| 2010  | - | - | - | - | - |
| ----- | - | - | - | - | - |
| 1 856 | - | - | - | - | - |

## Source
- (en) Cet article est partiellement ou en totalité issu de l’article de Wikipédia en anglais intitulé « Chadbourn, North Carolina » (voir la liste des auteurs).